# Serie A 2024-2025 (pallacanestro in carrozzina)
La Serie A 2024-2025 è la 48ª edizione del massimo campionato italiano di pallacanestro in carrozzina.
Le squadre partecipanti sono 10 e contendono alla Briantea 84 Cantù il titolo.

## Regolamento

### Formula
Le 10 squadre partecipanti disputano un gironi all'italiana, con partite d'andata e ritorno. Al termine della stagione regolare le prime quattro classificate sono ammesse ai play-off scudetto, con semifinali e finale alla meglio delle tre gare. La squadra ultima classificata viene retrocessa in Serie B.
Per la stagione viene confermata la regola degli abbattimenti di punteggio per Under 22 e giocatrici donne eleggibili per la Nazionale Italiana, strutturati in questo modo:
1. Under 22 esordiente uomo: 2 punti
2. Under 22 uomo: 1 punto
3. Over 22 esordiente uomo (1º anno): 1.5 punti
4. Over 22 esordiente uomo (2º anno): 1 punto

1. Esordiente donna (1º anno): 2.5 punti
2. Esordiente donna (2º anno): 2 punti
3. Abbattimento donna: 1.5 punti[2]

- Sono considerati Under 22 gli atleti nati dal 1º gennaio 2004 in poi

Punteggio massimo del quintetto in campo: 14.5 punti. In presenza di giocatori/trici con abbattimenti, il punteggio massimo del quintetto in gioco è 17.0 punti.
Inoltre ogni squadra potrà al massimo tesserare due giocatori extracomunitari e viene confermata la regola dell'obbligo di un giocatore italiano in campo: per tutta la gara le squadre devono schierare nel quintetto sempre in campo 1 giocatore eleggibile per la Nazionale Italiana.

## Stagione regolare

### Classifica
Aggiornata al 5 dicembre 2022.
|  | Pos. | Squadra                                 | PT | G  | V  | P  | PF   | PS   | Dif  | SD  |
|  | ---- | --------------------------------------- | -- | -- | -- | -- | ---- | ---- | ---- | --- |
|  | 1.   | Asinara Waves E-Ambiente Porto Torres   | 30 | 18 | 15 | 3  | 1220 | 1037 | +183 | 2-0 |
|  | 2.   | Unipol Briantea 84 Cantù                | 30 | 18 | 15 | 3  | 1209 | 870  | +339 | 0-2 |
|  | 3.   | Santo Stefano KOS Group                 | 28 | 18 | 14 | 4  | 1099 | 927  | +172 |     |
|  | 4.   | Farmacia Pellicanò Reggio Calabria BIC  | 24 | 18 | 12 | 6  | 1108 | 1080 | +28  |     |
|  | 5.   | Deco Metalferro Amicacci Abruzzo        | 20 | 18 | 10 | 8  | 1130 | 977  | +153 |     |
|  | 6.   | Menarini Wheelchair Volpi Rosse Firenze | 18 | 18 | 9  | 9  | 1073 | 1100 | -27  |     |
|  | 7.   | Dinamo Lab Banco di Sardegna            | 16 | 18 | 8  | 10 | 1070 | 1056 | +14  |     |
|  | 8.   | Crich PDM Treviso                       | 6  | 18 | 3  | 15 | 829  | 1219 | -390 |     |
|  | 9.   | Special Sport Bergamo Montello          | 4  | 18 | 2  | 16 | 843  | 1091 | -248 | +4  |
|  | 10.  | Self Group Padova Millennium Basket     | 4  | 18 | 2  | 16 | 911  | 1135 | -224 | -4  |

      Campione d'Italia.
      Ammesse ai playoff scudetto.
      Retrocessa in Serie B
  Vincitrice del campionato italiano
  Vincitrice della Supercoppa italiana
  Vincitrice della Coppa Italia

#### Calendario
| 12 ott. 24 | 1ª giornata             | 21 dic. 24 |
| ---------- | ----------------------- | ---------- |
| 56 - 44    | Sassari - Padova        | 59 - 51    |
| 75 - 53    | Giulianova - Bergamo    | 71 - 39    |
| 58 - 36    | Cantù - Reggio Calabria | 63 - 57    |
| 61 - 41    | S. Stefano - Firenze    | 69 - 49    |
| 46 - 94    | Treviso - Porto Torres  | 43 - 63    |

| 19 ott. 24 | 2ª giornata               | 11 gen. 25 |
| ---------- | ------------------------- | ---------- |
| 49 - 64    | Padova - Giulianova       | 48 - 61    |
| 75 - 68    | Reggio Calabria - Sassari | 59 - 56    |
| 55 - 48    | Firenze - Bergamo         | 50 - 41    |
| 32 - 92    | Treviso - Cantù           | 53 - 84    |
| 53 - 78    | Porto Torres - S. Stefano | 74 - 62    |

| 2 nov. 24 | 3ª giornata                  | 18 gen. 25 |
| --------- | ---------------------------- | ---------- |
| 74 - 39   | S. Stefano - Padova          | 68 - 60    |
| 54 - 73   | Cantù - Porto Torres         | 0 - 20     |
| 48 - 22   | Bergamo - Treviso            | 48 - 58    |
| 63 - 71   | Sassari - Firenze            | 51 - 60    |
| 67 - 70   | Giulianova - Reggio Calabria | 43 - 58    |

| 12 ott. 24 | 1ª giornata             | 21 dic. 24 |
| ---------- | ----------------------- | ---------- |
| 56 - 44    | Sassari - Padova        | 59 - 51    |
| 75 - 53    | Giulianova - Bergamo    | 71 - 39    |
| 58 - 36    | Cantù - Reggio Calabria | 63 - 57    |
| 61 - 41    | S. Stefano - Firenze    | 69 - 49    |
| 46 - 94    | Treviso - Porto Torres  | 43 - 63    |

| 19 ott. 24 | 2ª giornata               | 11 gen. 25 |
| ---------- | ------------------------- | ---------- |
| 49 - 64    | Padova - Giulianova       | 48 - 61    |
| 75 - 68    | Reggio Calabria - Sassari | 59 - 56    |
| 55 - 48    | Firenze - Bergamo         | 50 - 41    |
| 32 - 92    | Treviso - Cantù           | 53 - 84    |
| 53 - 78    | Porto Torres - S. Stefano | 74 - 62    |

| 2 nov. 24 | 3ª giornata                  | 18 gen. 25 |
| --------- | ---------------------------- | ---------- |
| 74 - 39   | S. Stefano - Padova          | 68 - 60    |
| 54 - 73   | Cantù - Porto Torres         | 0 - 20     |
| 48 - 22   | Bergamo - Treviso            | 48 - 58    |
| 63 - 71   | Sassari - Firenze            | 51 - 60    |
| 67 - 70   | Giulianova - Reggio Calabria | 43 - 58    |

| 9 nov. 24 | 4ª giornata                    | 8 feb. 25 |
| --------- | ------------------------------ | --------- |
| 53 - 51   | Padova - Bergamo               | 44 - 50   |
| 43 - 71   | Sassari - Cantù                | 52 - 79   |
| 51 - 52   | Giulianova - S. Stefano        | 52 - 53   |
| 89 - 81   | Reggio Calabria - Porto Torres | 64 - 89   |
| 90 - 54   | Firenze - Treviso              | 64 - 58   |

| 16 nov. 24 | 5ª giornata               | 15 feb. 25 |
| ---------- | ------------------------- | ---------- |
| 70 - 55    | Firenze - Padova          | 51 - 38    |
| 51 - 46    | Treviso - Reggio Calabria | 58 - 69    |
| 62 - 61    | Porto Torres - Giulianova | 62 - 70    |
| 59 - 49    | S. Stefano - Sassari      | 39 - 68    |
| 43 - 73    | Bergamo - Cantù           | 27 - 72    |

| 23 nov. 24 | 6ª giornata               | 1 mar. 25 |
| ---------- | ------------------------- | --------- |
| 77 - 43    | Cantù - Padova            | 92 - 57   |
| 48 - 83    | Bergamo - S. Stefano      | 44 - 53   |
| 57 - 66    | Sassari - Porto Torres    | 66 - 75   |
| 57 - 39    | Giulianova - Treviso      | 83 - 52   |
| 69 - 62    | Reggio Calabria - Firenze | 62 - 61   |

| 9 nov. 24 | 4ª giornata                    | 8 feb. 25 |
| --------- | ------------------------------ | --------- |
| 53 - 51   | Padova - Bergamo               | 44 - 50   |
| 43 - 71   | Sassari - Cantù                | 52 - 79   |
| 51 - 52   | Giulianova - S. Stefano        | 52 - 53   |
| 89 - 81   | Reggio Calabria - Porto Torres | 64 - 89   |
| 90 - 54   | Firenze - Treviso              | 64 - 58   |

| 16 nov. 24 | 5ª giornata               | 15 feb. 25 |
| ---------- | ------------------------- | ---------- |
| 70 - 55    | Firenze - Padova          | 51 - 38    |
| 51 - 46    | Treviso - Reggio Calabria | 58 - 69    |
| 62 - 61    | Porto Torres - Giulianova | 62 - 70    |
| 59 - 49    | S. Stefano - Sassari      | 39 - 68    |
| 43 - 73    | Bergamo - Cantù           | 27 - 72    |

| 23 nov. 24 | 6ª giornata               | 1 mar. 25 |
| ---------- | ------------------------- | --------- |
| 77 - 43    | Cantù - Padova            | 92 - 57   |
| 48 - 83    | Bergamo - S. Stefano      | 44 - 53   |
| 57 - 66    | Sassari - Porto Torres    | 66 - 75   |
| 57 - 39    | Giulianova - Treviso      | 83 - 52   |
| 69 - 62    | Reggio Calabria - Firenze | 62 - 61   |

| 30 nov. 24 | 7ª giornata                  | 15 mar. 25 |
| ---------- | ---------------------------- | ---------- |
| 55 - 58    | Padova - Treviso             | 50 - 43    |
| 73 - 66    | Porto Torres - Firenze       | 76 - 55    |
| 60 - 37    | S. Stefano - Reggio Calabria | 61 - 53    |
| 60 - 57    | Cantù - Giulianova           | 62 - 54    |
| 63 - 47    | Sassari - Bergamo            | 57 - 53    |

| 7 dic. 24 | 8ª giornata               | 22 marn. 25 |
| --------- | ------------------------- | ----------- |
| 59 - 48   | Porto Torres - Padova     | 67 - 62     |
| 41 - 55   | Treviso - S. Stefano      | 36 - 72     |
| 52 - 72   | Firenze - Cantù           | 71 - 68     |
| 66 - 37   | Reggio Calabria - Bergamo | 60 - 53     |
| 60 - 62   | Giulianova - Sassari      | 62 - 51     |

| 14 dic. 24 | 9ª giornata              | 29 mar. 25 |
| ---------- | ------------------------ | ---------- |
| 59 - 71    | Padova - Reggio Calabria | 56 - 64    |
| 48 - 78    | Firenze - Giulianova     | 57 - 64    |
| 75 - 54    | Sassari - Treviso        | 74 - 31    |
| 51 - 63    | Bergamo - Porto Torres   | 65 - 70    |
| 49 - 62    | S. Stefano - Cantù       | 51 - 70    |

| 30 nov. 24 | 7ª giornata                  | 15 mar. 25 |
| ---------- | ---------------------------- | ---------- |
| 55 - 58    | Padova - Treviso             | 50 - 43    |
| 73 - 66    | Porto Torres - Firenze       | 76 - 55    |
| 60 - 37    | S. Stefano - Reggio Calabria | 61 - 53    |
| 60 - 57    | Cantù - Giulianova           | 62 - 54    |
| 63 - 47    | Sassari - Bergamo            | 57 - 53    |

| 7 dic. 24 | 8ª giornata               | 22 marn. 25 |
| --------- | ------------------------- | ----------- |
| 59 - 48   | Porto Torres - Padova     | 67 - 62     |
| 41 - 55   | Treviso - S. Stefano      | 36 - 72     |
| 52 - 72   | Firenze - Cantù           | 71 - 68     |
| 66 - 37   | Reggio Calabria - Bergamo | 60 - 53     |
| 60 - 62   | Giulianova - Sassari      | 62 - 51     |

| 14 dic. 24 | 9ª giornata              | 29 mar. 25 |
| ---------- | ------------------------ | ---------- |
| 59 - 71    | Padova - Reggio Calabria | 56 - 64    |
| 48 - 78    | Firenze - Giulianova     | 57 - 64    |
| 75 - 54    | Sassari - Treviso        | 74 - 31    |
| 51 - 63    | Bergamo - Porto Torres   | 65 - 70    |
| 49 - 62    | S. Stefano - Cantù       | 51 - 70    |

## Play-off

### Tabellone
|  | Semifinali | Semifinali                          | Semifinali                          | Semifinali | Semifinali |  |  | Finale | Finale            | Finale | Finale | Finale |  |
|  |            |                                     |                                     |            |            |  |  |        |                   |        |        |        |  |
|  | 1          | GSD Porto Torres                    | GSD Porto Torres                    | 70         | 57         |  |  |        |                   |        |        |        |  |
|  | 4          | Template:Basket Reggio Calabria Bic | Template:Basket Reggio Calabria Bic | 49         | 53         |  |  | 1      | GSD Porto Torres  | 63     | 65     | 70     |  |
|  | 2          | Briantea 84 Cantù                   | 63                                  | 55         | 69         |  |  | 2      | Briantea 84 Cantù | 68     | 55     | 71     |  |
|  | 3          | Santo Stefano                       | 60                                  | 59         | 49         |  |  |        |                   |        |        |        |  |

### Semifinali
Ogni serie si gioca al meglio delle 3 partite, con gara-2 e l'eventuale gara-3 in casa della miglior classificata.

#### Porto Torres - Reggio Calabria
| Arbitri: | Palazzo Guerrini |

|                    |            |              |
| Clemente 19        | Punti      | 29 Efetürk   |
| Sripirom 6         | Assist     | 7 Efetürk    |
| Sripirom 10        | Rimbalzi   | 19 Efetürk   |
| Antonio Cugliandro | Allenatori | Claudio Mura |

| Porto Torres 12 aprile 2025, ore 18:00                                                                        | GSD Porto Torres | 57 – 53 (20-15, 31-28, 46-44) | Template:Basket Reggio Calabria Bic | Palasport Alberto Mura |
| \| \| \| \| \| Łuszyński 27 \| Punti \| 20 Clemente \| \| Claudio Mura \| Allenatori \| Antonio Cugliandro \| |                  |                               |                                     |                        |
| |                  |                               |                                     |                        |
| Łuszyński 27                                                                                                  | Punti            | 20 Clemente                   |                                     |                        |
| Claudio Mura                                                                                                  | Allenatori       | Antonio Cugliandro            |                                     |                        |

#### Cantù - Santo Stefano
| Arbitri: | De Mattia Biancalana |

|                      |            |                |
| Giaretti 25          | Punti      | 21 Berdun      |
| Giaretti, Raimondi 4 | Assist     | 6 Berdun       |
| Bedzeti 12           | Rimbalzi   | 9 Geninazzi    |
| Roberto Ceriscioli   | Allenatori | Cristian Gómez |

| Arbitri: | Uldanck Mameli |

|                |            |                    |
| De Maggi 25    | Punti      | 24 Vigoda          |
| De Maggi 9     | Rimbalzi   | 14 Vigoda          |
| Cristian Gómez | Allenatori | Roberto Ceriscioli |

| Arbitri: | Uldanck Penzo |

|                    |            |                    |
| Carossino 22       | Punti      | 19 Bedzeti         |
| Berdun, De Maggi 7 | Assist     | 6 Raimondi         |
| Poggenwisch 9      | Rimbalzi   | 9 Bedzeti          |
| Cristian Gómez     | Allenatori | Roberto Ceriscioli |

### Finale
La serie si gioca al meglio delle 3 partite, con gara-2 e l'eventuale gara-3 in casa della miglior classificata.
| Arbitri: | De Mattia Palazzo Iaia |

|                |            |              |
| Berdun 29      | Punti      | 24 Łuszyński |
| Berdun 9       | Assist     | 6 Efetürk    |
| Poggenwisch 9  | Rimbalzi   | 10 Łuszyński |
| Cristian Gómez | Allenatori | Claudio Mura |

| Arbitri: | Uldanck Palazzo De Mattia |

|                       |            |                        |
| Efetürk 25            | Punti      | 20 Carossino           |
| Efetürk 11            | Assist     | 8 Berdun               |
| Efetürk, Łuszyński 14 | Rimbalzi   | 8 Bellers, Poggenwisch |
| Claudio Mura          | Allenatori | Cristian Gómez         |

| Arbitri: | Uldanck Palazzo Volpe |

| |            | |
| Efetürk 28 | Punti      | 25 Berdun |
| Efetürk, Łuszyński 6 | Assist     | 7 Carossino |
| Efetürk 16 | Rimbalzi   | 14 Bellers |
| 3 Oğuz• 7 Efetürk• 11 Łuszyński• 23 Korkmaz• 25 Ciciou 2 Caiazzo• 6 Simula• 8 Bobbato• 14 Puggioni• 19 Congiata• 94 Langiu | Formazioni | 1 Poggenwisch• 7 Patzwald• 11 Bellers• 14 Berdun• 22 Carossino 00 Sbuelz• 9 Tomaselli• 12 Veloce• 19 Geninazzi• 24 Fikov• 26 De Maggi• 50 Barbibay |
| Claudio Mura | Allenatori | Cristian Gómez |